# De tørre er de best... men våde er de flest
De tørre er de best... men våde er de flest er det første studiealbum og debutplade fra den danske rockmusiker Johnny Madsen, udgivet i 1982.

## Numre
1. "Kunstens Vilkår" – 	2:30
2. "Johnny vær go' " – 3:00
3. "Æ møt her te' en bal" – 	2:31
4. "Fink (på dialekt)" – 2:25
5. "Drengeleg" –	2:21
6. "Æ kør' o æ motorvej" – 4:43
7. "De tørre er de best" – 2:17
8. "Akvariefisk" – 	2:46
9. "Flyver blues (Trouble)" – 1:26
10. "Ha' ska' du lave i nat?" – 3:12
11. "Klit hit (på dialekt)" – 2:56
12. "9 punds muggert" – 2:12
13. "Peters Rocknummer" – 3:02